# Перепілка (хоровод)
Перепілка (біл. Перапёлка, Перапёлачка) — український і білоруський весняний народний танець-гра (хоровод). Танець виконується у колі, в центрі якого знаходиться учасниця-«перепілка». Під час співу «перепілка» у такт словах пісні показує: то в неї болить голівка, то білі рученята, то ніжки тощо. У другій частині гри або йде дід і несе нагайку, або милий-чорнобровий приносить сорочку (варіант: нові чоботи). У всіх випадках гри в другій частині «перепілка» розриває коло. Потім гра починається знову. Український танець виконується у швидкому темпі, білоруський — у помірному.

## Опис

### Український варіант
Дівчата вибирають одну, яка буде «перепілкою», стають у коло обличчям у центр і беруться за руки. «Перепілка» виходить на середину кола.
З 1-го по 8-й такти мелодії першої строфи пісні, яку співають дівчата:
|  | Ой у перепілки та голівка болить. (2) Тут була, тут, перепілочка, Тут була, тут, сизокрилая, |

починаючи крок із правої ноги, йдуть по колу проти сонця. У цей час «перепілка» йде проти руху хоровода, береться руками за голову і хитає нею з боку на бік.
З 1-го по 8-й такти мелодії другої строфи на слова:
|  | Ой у перепілки та плечиці болять. (2) Тут була, тут, перепілочка, Тут була, тут, сизокрилая, |

хоровод, починаючи крок із лівої ноги, йде по колу по сонцю. «Перепілка», стоячи на місці, кладе долоню правої руки на ліве плече. Одночасно нахиляє корпус праворуч і трохи вперед. Потім кладе долоню лівої руки на праве плече, нахиляючи корпус ліворуч і трохи вперед, і таке інше.
З 1-го по 8-й такти мелодії третьої строфи на слова:
|  | Ой у перепілки та рученьки болять. (2) Тут була, тут, перепілочка, Тут була, тут, сизокрилая, |

хоровод, починаючи рух із правої ноги, рухається проти сонця. «Перепілка», йдучи назустріч руху хоровода, долонею правої руки гладить ліву руку. Одночасно нахиляє корпус праворуч і трохи вперед. Потім долонею лівої руки гладить праву руку, нахиляючи корпус ліворуч і трохи вперед.
|  | З 1-го по 8-й такти мелодії четвертої строфи на слова: Ой у перепілки та колінця болять. (2) Тут була, тут, перепілочка, Тут була, тут, сизокрилая, |

хоровод, починаючи крок із лівої ноги, рухається по колу по сонцю. «Перепілка» виходить на середину кола і на місці, нахиляючись до землі, стосується долонею правої руки то лівого, то правого коліна. Потім долонею лівої руки, нахиляючись, стосується то правого, то лівого коліна тощо.
З 1-го по 8-й такти мелодії п'ятої строфи на слова:
|  | Ой у перепілки та спинонька болить. (2) Тут була, тут, перепілочка, Тут була, тут, сизокрилая, |

хоровод, починаючи рух із правої ноги, рухається проти сонця. «Перепілка», повільно йдучи навсиріч руху хоровода, долонею правої руки береться за правий бік, нахиляючись трохи назад. Потім долонею лівої руки береться за лівий бік, також нахиляючись назад, і т. д. Під кінець цієї строфи «перепілка» кладе руки на талію, зупиняється і сильно нахиляє корпус назад.
З 1-го по 8-й такти мелодії шостої строфи на слова: До нашої перепілки та старий муж іде. (2)
|  | Тут була, тут, перепілочка, Тут бу ла, тут, сизокрилая. |

хоровод, починаючи крок із лівої ноги, рухається по колу посолонь. «Перепілка», опустивши очі, уважно прислухається.
З 1-го по 2-й такти мелодії се.мої строфи на слова:
|  | Він на нашу перепілку та нагайку несе. (2) |

хоровод сходить до центру.
З 3-го по 4-й такти мелодії, повторюючи слова двох попередюх тактш, дівчата повертаються у вихідне положення.
З 5-го по 8-й такти мелодії на слова:
|  | Тут була, тут, перепілочка, Тут була, тут, сизокрилая. |

дівчата, починаючи рух із правої ноги, йдуть проти годинникової стрілки.
«Перепілка» спочатку кидається по колу, а потім, зіщулившись, завмирає.
З 1-го по 8-й такти мелодії восьмої строфи на слова:
|  | Він нагайку несе, бородою трясе. (2) Тут була, тут, перепілочка, Тут була, тут, сизокрилая. |

хоровод повторює все те, що робив, співаючи попередню (сьому) строфу пісні.
«Перепілка», заплющивши руками очі, здригається плечима, вдаючи, що плаче. Потім тильною стороною кистей обох рук витирає сльози.
З 1-го по 8-й такти мелодії дев'ятої строфи на слова:
|  | До нашої перепілки молодий муж іде. (2) Тут була, тут, перепілочка, Тут була, тут, сизокрилая. |

дівчата розходяться на витягнуті руки і, починаючи крок із правої ноги, йдуть по колу проти руху годинникової стрілки.
«Перепілка» в цей час сміється, весело підстрибує. Потім кладе руки на талію та пританцьовує.
З 1-го по 8-й. такти мелодії десятої строфи на слова:
|  | Для нашої перепілки черевички несе. (2) Тут була, тут, перепілочка, Тут була, тут, сизокрилая. |

хоровод дівчат, починаючи рух із лівої ноги, рухається за годинниковою стрілкою.
«Перепілка» намагається вибігти з кола. Вона рознімає руки дівчат у хороводі. При цьому учасниці хороводу кажуть: «добрі замки у моєї коханої». Дівчина, яка в цей час відпустить руку, стає в коло, і хоровод починають спочатку .

### Білоруський варіант
У білоруському варіанті правила аналогічні, відрізняються лише слова пісні:

А ў перапёлкi ручкi баляць.

 Ты ж мая, ты ж мая

 Перапёлачка,

 Ты ж мая, ты ж мая

 Невялiчкая.

А ў перапёлкi ножкi баляць.

А ў перапёлкi ды каленцы баляць.

А ў перапёлкi грудцы баляць.

А што перапёлка рана ўстае.

А ў перапёлкi ды старэнькi муж.

А ў перапёлкi дзеткi малыя.

Дзеткi плачуць, есцейкi просяць.

А ў перепёлки хлебца няма.

У деяких місцях наприкінці хороводу, коли співали, що у перепілки «…головка болить», солістка падала на землю, зображуючи, що перепілка померла. На цьому хоровод закінчувався.
У 1978 році фірмою «Мелодія» випущено диск ВІА «Пісняри» «Білоруські народні пісні в обробці Володимира Мулявіна» де була виконана ця пісня в сучасній обробці.